# Тайсон, Кит
Кит Тайсон (при рождении Кит Томас Бауэр; род. 23 августа 1969[…], Алверстон, Камбрия) — английский художник. Лауреат Премии Тёрнера 2002 года. Работает в области процедурального искусства, в своих произведениях поднимает тему сложности и взаимосвязанности бытия.

## Ранние годы
Когда Киту Бауэру было 4 года, он переехал в Далтон-ин-Фернесс (Камбрия) и получил фамилию отчима — Тайсон. В раннем возрасте обнаружил талант к рисунку и заинтересовался живописью благодаря своему учителю рисования в начальной школе. Однако в  возрасте 15 лет Тайсон бросил школу, не получив аттестата, и устроился на работу слесарем-монтажником в компанию Vickers Shipbuilding and Engineering Ltd. в Барроу-ин-Фернесс
В 1989 году поступил на курс основ искусства в Карлайлском колледже искусств, а в следующем году переехал на юг страны, получив место на экспериментальном курсе  альтернативной практики факультета искусств и архитектуры Брайтонского университета. Здесь он учился с 1990 по 1993 год.

## Карьера
В течение 1990-х годов Тайсона работал с художественным средством «Артмашина» (англ. Artmachine), с помощью которого занимался творческим поиском в области случайности, причинности и того, как всё происходит. «Артмашина» была разработана Тайсоном на основе комбинации компьютерных программ, блок-схем и книг. Она генерировала случайные комбинации слов и идей, которые затем реализовывались на практике как произведения искусства в широком спектре форм и средств.
Результаты использования «Артмашины» стали основой самых ранних произведений Тайсона, продемонстрированных публике. Впоследствии они получили общее название The Artmachine Iterations. Благодаря им Тайсона стал известен в Великобритании и за её пределами как оригинальный художник и мыслитель. К 1999 году он провёл персональные выставки в Лондоне, Нью-Йорке, Париже и Цюрихе, а также участвовал в групповых выставках в Европе, Северной Америке и Австралии.
С 1999 года Тайсона отказался от использования «Артмашины» и начал разрабатывать ту же тематику, самостоятельно создавая произведения. Первая такая работа получила название Drawing and Thinking. Многие из работ этого периода были показаны Венецианской биеннале в 2001 году.
В 2002 году Тайсон разместил в Галерее Южного Лондона работу  Supercollider, а затем показал её в Кунстхалле Цюриха в Швейцарии. Название выставки, заимствованное от ускорителя частиц ЦЕРН в Женеве, демонстрировало значимость для творчества Тайсона научных взглядов и представлений о мире.
В декабре 2002 года Тайсон был удостоен Премии Тёрнера, британской награды в области современного искусства. Вместе с ним в шорт-лист вошли Фиона Бэннер, Лиам Джиллик и Кэтрин Ясс. Премия Тёрнера 2002 года стала печально известна не столько противоречивым характером работ художников, вошедших в короткий список (что происходило в предыдущие годы), сколько комментариями тогдашнего министра культуры Великобритании Кима Хауэллса. Хауэллс заявил, что экспонаты выставки Премии Тёрнера в галерее Тейт представляли собой «холодную, механическую, концептуальную фигню» (англ. cold, mechanical, conceptual bullshit), что были встречено прессой как с одобрением, так и с критикой.
В 2005 году Тайсон впервые представил публике свою самую монументальную и амбициозную на сегодняшний день работу — Large Field Array. Инсталляция разместилась в музее «Луизиана в Дании, а позднее была перевезена в Музей современного искусства Де Понта в Нидерландах и галерею «Пейс» в Нью-Йорке. В 2009 году работы Тайсона были показаны в галерее «Хейворд» в рамках групповой выставки Walking in My Mind.

## Произведения

### The Artmachine Iterations
Только часть инструкций, сгенерированных «Артмашиной», были воплощены в произведениях искусства (около 12 000 предложений до сих пор не реализованы). Среди созданных работ можно найти, например, картину длиной более 7 м, изготовленную из герметика для ванной комнаты, и картины, написанные зубной пастой и музыкальным компакт-диском.

### Large Field Array
Уолтер Робинсон назвал Large Field Array «ничем иным, как полной поп-космологией». Произведение состоит из 300 модульных блоков, большинство из которых образованы из подразумеваемых 60-сантиметровых кубов, расположенных в виде сетки, занимающих при монтаже как пол, так и стены галереи. Каждая тщательно проработанная кубическая скульптура представляет собой уникальную, но очень узнаваемую особенность мира, относящуюся к темам от массовой культуры до естествознания. Среди них можно найти изображения свадебного пирога американского миллиардера Дональда Трампа, дымоход с птицей и спутниковой антенной, стул из скелетов и так далее. Инсталляция предлагает зрителю найти свой путь через набор образов и идей, повторив психические процессы, порождающие свободные ассоциации между разнородными явлениями.

### The Nature Paintings(2005–2008)
Смеси красок, пигментов и химикатов взаимодействуют друг с другом на протравленной алюминиевой панели. Комбинация гравитации, химической реакции, температуры, гидрофобии и испарения способствуют созданию поверхностей, напоминающих широкий спектр природных форм и ландшафтов. Картины как будто изображают природу, но они также созданы природой.

### Studio Wall Drawings(1997–present)
В совокупности эти работы на бумаге представляют собой альбом или журнал Тайсона. Каждый «настенный рисунок» сделан на листе бумаги размером 158 х 126 см, что соответствует размерам небольшой стены в первой студии Тайсона. За годы на этих листах записывались идеи, эмоциональный тон и настроение, посетители студии, мировые события, колебания экономики. Рисунки часто демонстрируются вместе, развешанные без хронологического порядка, образуя сплошные стены из разных изображений и текста.